# Centrum stereogeniczne
Centrum stereogeniczne, centrum chiralności – atom związany z zespołem podstawników (lub ligandów) rozmieszczonych w przestrzeni w taki sposób, że nie nakładają się one na swoje odbicie lustrzane. Pojęcie to zaproponowali po raz pierwszy w 1984 roku Kurt Mislow i Jay Siegel, rozszerzając wprowadzony przez van ’t Hoffa termin „asymetryczny atom węgla” na dowolny atom.

## Centrum stereogeniczne w chemii organicznej
W chemii organicznej centrum stereogeniczne wraz z podstawnikami przyjmuje przeważnie kształt tetraedru lub piramidy trygonalnej. W pierwszym przypadku atom centralny otoczony jest czterema różnymi podstawnikami, w drugim zaś trzema a czwarty podstawnik stanowi wolna para elektronowa. Centrum stereogenicznym jest zwykle atom węgla, a rzadziej inny atom, między innymi krzemu (np. w silanach), azotu (np. w aminach trzeciorzędowych i czwartorzędowych, N-tlenkach amin), fosforu (np. w solach fosfoniowych i fosfinach), siarki (np. w solach sulfoniowych i sulfotlenkach).
Cząsteczka może mieć więcej niż jedno centrum stereogeniczne, co prowadzi do istnienia wielu stereoizomerów. Ich maksymalna ilość wynosi 2n (gdzie n to liczba centrów). Ze względu na możliwość występowania form mezo rzeczywista liczba stereoizomerów danego związku może być jednak mniejsza.

## Centrum stereogeniczne w chemii nieorganicznej
W związkach kompleksowych centrum stereogenicznym może być atom metalu otoczony różnymi ligandami. Jeśli kompleks ma budowę tetraedryczną, podobnie jak w przypadku atomu węgla potrzebne są cztery różne podstawniki, by powstał układ chiralny. Bardziej złożona jest stereochemia kompleksów oktaedrycznych. Związki te mogą występować w postaci enancjomerów, mając cztery (Ma3bcd), pięć (Ma2bcde) lub sześć (Mabcdef) różnych ligandów, ale też – na przykład – trzy pary takich samych ligandów (Ma2b2c2).